# Psychomastax psylla
Psychomastax psylla är en insektsart som beskrevs av Rehn, J.A.G. och Morgan Hebard 1918. Psychomastax psylla ingår i släktet Psychomastax och familjen Eumastacidae. Inga underarter finns listade i Catalogue of Life.